# Grand Prix automobile de Grande-Bretagne 2019
GP précédent GP suivant
Le Grand Prix automobile de Grande-Bretagne 2019 (Formula 1 Rolex British Grand Prix 2019) disputé le 14 juillet 2019 sur le circuit de Silverstone, est la 1007e épreuve du championnat du monde de Formule 1 courue depuis 1950, à l'endroit où se disputa aussi la première d'entre elles le 13 mai 1950. Il s'agit de la soixante-dixième édition du Grand Prix de Grande-Bretagne comptant pour le championnat du monde de Formule 1, la cinquante-troisième disputée sur le circuit de Silverstone et de la dixième manche du championnat 2019.
Dès sa première tentative dans la troisième phase des qualifications, Valtteri Bottas réalise le nouveau record de la piste de Silverstone ; il obtient sa quatrième pole position de l'année et la dixième de sa carrière. Derrière lui, les écarts sont extrêmement faibles : Lewis Hamilton, à six millièmes de seconde, permet à Mercedes de verrouiller la première ligne pour la septième fois en 2019 et pour la soixante-quatrième fois de son histoire, Charles Leclerc suit à 79 millièmes de seconde, accompagné en deuxième ligne par Max Verstappen à 181 millièmes. Pierre Gasly devance Sebastian Vettel, sixième, sur la troisième ligne. Daniel Ricciardo est sur la quatrième ligne, devant Lando Norris. Alexander Albon et Nico Hülkenberg occupent la cinquième ligne.
Lewis Hamilton bénéficie de circonstances favorables pour remporter sa septième victoire de la saison et la quatre-vingtième de sa carrière. En effet, son coéquipier Valtteri Bottas, qui a réussi son départ et roule en tête en résistant aux attaques dans les premières boucles, s'arrête le premier au stand, au seizième tour, ce qui permet au Britannique de passer devant. Dans la dix-neuvième boucle, Antonio Giovinazzi sort de la piste, provoquant la sortie de la voiture de sécurité pour dégager l'Alfa Romeo du bac à graviers. Placé au bon endroit sur le circuit, Hamilton plonge dans la voie des stands et bénéficie d'un « arrêt gratuit ». Il ressort en tête, conserve sa position quand la voiture de sécurité s'écarte au vingt-troisième tour, puis il s'échappe et s'impose. Muni d'une confortable lui permettant un arrêt au stand supplémentaire pour passer les gommes tendres afin de tenter le meilleur tour en course, il refuse de s'y arrêter mais réalise tout de même le meilleur tour dans l'ultime boucle, avec des pneus durs qui ont déjà couvert trente-deux tours, pour porter son score à 26 points. Bottas, second, assure un septième doublé à Mercedes Grand Prix en 2019, où le parcours de l'écurie allemande est le reflet de sa domination continue depuis 2014. Hamilton remporte son Grand Prix national pour la sixième fois, nouveau record de victoires à Silverstone.
Derrière, Charles Leclerc et Max Verstappen ont une belle passe d'armes pour le gain de la troisième place, le pilote Red Bull portant plusieurs attaques auxquelles le pilote Ferrari résiste à chaque fois. Quand ils regagnent, de concert, les stands au treizième tour, les mécaniciens Red Bull sont un peu plus rapides : Verstappen reprend la piste devant, mais Leclerc le dépasse. Leclerc se retrouve toutefois derrière les deux Red Bull après le nouveau ballet des arrêts au stand, sous le régime de la voiture de sécurité, avant de prendre le meilleur sur Pierre Gasly au trente-cinquième tour, Sebastian Vettel occupant la troisième place, pourchassé par Verstappen qui le dépasse au freinage de Stowe au trente-sixième tour. L'Allemand tente de reprendre son bien et, collé dans son échappement, rate son freinage dans la courbe suivante et percute la RB15 : si les deux voitures partent dans le gravier puis s'en extraient, Leclerc et Gasly sont déjà passés et s'installent définitivement en troisième et quatrième position. Verstappen se classe cinquième et Vettel, contraint de retourner au stand pour changer de museau, est pénalisé de dix secondes et échoue à la seizième place, à un tour du vainqueur. Carlos Sainz Jr., sixième, résiste jusqu'au bout à Daniel Ricciardo tandis que Kimi Räikkönen prend le meilleur sur Daniil Kvyat pour le gain de la huitième place et que Nico Hülkenberg dépasse Alexander Albon dans le dernier tour pour prendre le dernier point en jeu. Pour l'ensemble de son œuvre, Leclerc qui monte sur son quatrième podium consécutif, est élu pilote du jour.
Au championnat du monde, Lewis Hamilton (223 points) devance désormais son coéquipier Valtteri Bottas (184 points) de 39 unités alors que Verstappen (136 points) prend de l'avance sur Vettel (123 points), menacé par Leclerc, cinquième avec 120 points. Beaucoup plus loin, suivent Gasly (55 points), Sainz (38 points), Räikkönen (25 points), Norris et Ricciardo (22 points). Chez les constructeurs, Mercedes porte son total à 407 points, mettant à bonne distance Ferrari (243 points) et Red Bull Racing (191 points) qui possède plus du triple de points que McLaren (60 points), suivie par Renault (39 points), Alfa Romeo (26 points), Racing Point et Toro Rosso (19 points) et Haas (16 points). Williams ne compte toujours aucun point en dix courses.

### Grille de départ

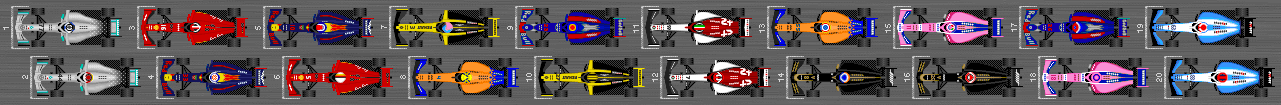
Schéma de la grille de départ du Grand Prix de Grande Bretagne 2019.

## Pneus disponibles
| Pneus pour piste sèche | Pneus pour piste sèche | Pneus pour piste sèche | Pneus pluie    | Pneus pluie |
| ---------------------- | ---------------------- | ---------------------- | -------------- | ----------- |
| Durs (Type C1)         | Médiums (Type C2)      | Tendres (Type C3)      | Intermédiaires | Pluie       |

## Essais libres

### Première séance, le vendredi de 10 h à 11 h 30
| Pos. | Pilote           | Voiture        | Chrono         | Écart     |
| ---- | ---------------- | -------------- | -------------- | --------- |
| 1    | Pierre Gasly     | Red Bull-Honda | 1 min 27 s 173 |           |
| 2    | Valtteri Bottas  | Mercedes       | 1 min 27 s 629 | + 0 s 456 |
| 3    | Max Verstappen   | Red Bull-Honda | 1 min 28 s 009 | + 0 s 836 |
| 4    | Lewis Hamilton   | Mercedes       | 1 min 28 s 122 | + 0 s 949 |
| 5    | Charles Leclerc  | Ferrari        | 1 min 28 s 253 | + 1 s 080 |
| 6    | Sebastian Vettel | Ferrari        | 1 min 28 s 304 | + 1 s 131 |

### Deuxième séance, le vendredi de 14 h à 15 h 30
| Pos. | Pilote           | Voiture         | Chrono         | Écart     |
| ---- | ---------------- | --------------- | -------------- | --------- |
| 1    | Valtteri Bottas  | Mercedes        | 1 min 26 s 732 |           |
| 2    | Lewis Hamilton   | Mercedes        | 1 min 26 s 801 | + 0 s 069 |
| 3    | Charles Leclerc  | Ferrari         | 1 min 26 s 929 | + 0 s 197 |
| 4    | Sebastian Vettel | Ferrari         | 1 min 27 s 180 | + 0 s 448 |
| 5    | Pierre Gasly     | Red Bull-Honda  | 1 min 27 s 249 | + 0 s 517 |
| 6    | Lando Norris     | McLaren-Renault | 1 min 27 s 546 | + 0 s 814 |

### Troisième séance, le samedi de 11 h à 12 h
| Pos. | Pilote           | Voiture          | Chrono         | Écart     |
| ---- | ---------------- | ---------------- | -------------- | --------- |
| 1    | Charles Leclerc  | Scuderia Ferrari | 1 min 25 s 905 |           |
| 2    | Sebastian Vettel | Scuderia Ferrari | 1 min 25 s 931 | + 0 s 026 |
| 3    | Lewis Hamilton   | Mercedes         | 1 min 25 s 954 | + 0 s 049 |
| 4    | Pierre Gasly     | Red Bull Racing  | 1 min 26 s 118 | + 0 s 213 |
| 5    | Max Verstappen   | Red Bull Racing  | 1 min 26 s 440 | + 0 s 535 |
| 6    | Valtteri Bottas  | Mercedes         | 1 min 26 s 456 | + 0 s 551 |

## Séance de qualifications

### Résultats des qualifications
| Pos.                                                                                      | Pilote             | Écurie                    | Qualifications 1 | Qualifications 2 | Qualifications 3 |
| ----------------------------------------------------------------------------------------- | ------------------ | ------------------------- | ---------------- | ---------------- | ---------------- |
| 1                                                                                         | Valtteri Bottas    | Mercedes                  | 1 min 25 s 750   | 1 min 25 s 672   | 1 min 25 s 093   |
| 2                                                                                         | Lewis Hamilton     | Mercedes                  | 1 min 25 s 513   | 1 min 25 s 840   | 1 min 25 s 099   |
| 3                                                                                         | Charles Leclerc    | Ferrari                   | 1 min 25 s 533   | 1 min 25 s 546   | 1 min 25 s 172   |
| 4                                                                                         | Max Verstappen     | Red Bull-Honda            | 1 min 25 s 700   | 1 min 25 s 848   | 1 min 25 s 276   |
| 5                                                                                         | Pierre Gasly       | Red Bull-Honda            | 1 min 26 s 273   | 1 min 26 s 038   | 1 min 25 s 590   |
| 6                                                                                         | Sebastian Vettel   | Ferrari                   | 1 min 25 s 898   | 1 min 26 s 023   | 1 min 25 s 787   |
| 7                                                                                         | Daniel Ricciardo   | Renault                   | 1 min 26 s 428   | 1 min 26 s 283   | 1 min 26 s 182   |
| 8                                                                                         | Lando Norris       | McLaren-Renault           | 1 min 26 s 079   | 1 min 26 s 385   | 1 min 26 s 244   |
| 9                                                                                         | Alexander Albon    | Toro Rosso-Honda          | 1 min 26 s 482   | 1 min 26 s 403   | 1 min 26 s 345   |
| 10                                                                                        | Nico Hülkenberg    | Renault                   | 1 min 26 s 568   | 1 min 26 s 403   | 1 min 26 s 386   |
| 11                                                                                        | Antonio Giovinazzi | Alfa Romeo-Ferrari        | 1 min 26 s 449   | 1 min 26 s 519   |                  |
| 12                                                                                        | Kimi Räikkönen     | Alfa Romeo-Ferrari        | 1 min 26 s 558   | 1 min 26 s 546   |                  |
| 13                                                                                        | Carlos Sainz Jr.   | McLaren-Renault           | 1 min 26 s 203   | 1 min 26 s 578   |                  |
| 14                                                                                        | Romain Grosjean    | Haas-Ferrari              | 1 min 26 s 347   | 1 min 26 s 757   |                  |
| 15                                                                                        | Sergio Pérez       | Racing Point-BWT Mercedes | 1 min 26 s 649   | 1 min 26 s 928   |                  |
| 16                                                                                        | Kevin Magnussen    | Haas-Ferrari              | 1 min 26 s 662   |                  |                  |
| 17                                                                                        | Daniil Kvyat       | Toro Rosso-Honda          | 1 min 26 s 721   |                  |                  |
| 18                                                                                        | Lance Stroll       | Racing Point-BWT Mercedes | 1 min 26 s 762   |                  |                  |
| 19                                                                                        | George Russell     | Williams-Mercedes         | 1 min 27 s 789   |                  |                  |
| 20                                                                                        | Robert Kubica      | Williams-Mercedes         | 1 min 28 s 257   |                  |                  |
| Temps minimal à réaliser pour la qualification : 1 min 31 s 498 (107 % de 1 min 25 s 513) |                    |                           |                  |                  |                  |

## Course

### Classement de la course
| Pos. | no | Pilote             | Écurie                    | Tours | Temps/Abandon                      | Grille | Points |
| ---- | -- | ------------------ | ------------------------- | ----- | ---------------------------------- | ------ | ------ |
| 1    | 44 | Lewis Hamilton     | Mercedes                  | 52    | 1 h 21 min 08 s 452 (226,420 km/h) | 2      | 25 + 1 |
| 2    | 77 | Valtteri Bottas    | Mercedes                  | 52    | + 24 s 928                         | 1      | 18     |
| 3    | 16 | Charles Leclerc    | Ferrari                   | 52    | + 30 s 117                         | 3      | 15     |
| 4    | 10 | Pierre Gasly       | Red Bull-Honda            | 52    | + 34 s 692                         | 5      | 12     |
| 5    | 33 | Max Verstappen     | Red Bull-Honda            | 52    | + 39 s 458                         | 4      | 10     |
| 6    | 55 | Carlos Sainz Jr.   | McLaren-Renault           | 52    | + 53 s 639                         | 13     | 8      |
| 7    | 3  | Daniel Ricciardo   | Renault                   | 52    | + 54 s 401                         | 7      | 6      |
| 8    | 7  | Kimi Räikkönen     | Alfa Romeo-Ferrari        | 52    | + 1 min 05 s 540                   | 12     | 4      |
| 9    | 26 | Daniil Kvyat       | Toro Rosso-Honda          | 52    | + 1 min 06 s 720                   | 17     | 2      |
| 10   | 27 | Nico Hülkenberg    | Renault                   | 52    | + 1 min 12 s 733                   | 10     | 1      |
| 11   | 4  | Lando Norris       | McLaren-Renault           | 52    | + 1 min 14 s 281                   | 8      |        |
| 12   | 23 | Alexander Albon    | Toro Rosso-Honda          | 52    | + 1 min 15 s 617                   | 9      |        |
| 13   | 18 | Lance Stroll       | Racing Point-BWT Mercedes | 52    | + 1 min 21 s 086                   | 18     |        |
| 14   | 63 | George Russell     | Williams-Mercedes         | 51    | + 1 tour                           | 19     |        |
| 15   | 88 | Robert Kubica      | Williams-Mercedes         | 51    | + 1 tour                           | 20     |        |
| 16   | 5  | Sebastian Vettel   | Ferrari                   | 51    | + 1 tour (dont 10 s de pénalité)   | 6      |        |
| 17   | 11 | Sergio Pérez       | Racing Point-BWT Mercedes | 51    | + 1 tour                           | 15     |        |
| Abd. | 99 | Antonio Giovinazzi | Alfa Romeo-Ferrari        | 18    | Sortie de piste                    | 11     |        |
| Abd. | 8  | Romain Grosjean    | Haas-Ferrari              | 9     | Dégâts                             | 14     |        |
| Abd. | 20 | Kevin Magnussen    | Haas-Ferrari              | 6     | Dégâts                             | 16     |        |

### Pole position et record du tour
- Pole position :  Valtteri Bottas (Mercedes) en 1 min 25 s 093 (249,228 km/h)[7].
- Meilleur tour en course :  Lewis Hamilton (Mercedes) en 1 min 27 s 369 (242,736 km/h) au cinquante-deuxième tour ; vainqueur de la course, il remporte le point bonus associé au meilleur tour en course[8].

### Tours en tête
- Lewis Hamilton (Mercedes) : 36 tours (17-52)[9]
- Valtteri Bottas (Mercedes) : 16 tours (1-16)

## Classements généraux à l'issue de la course
| Pos. | Pilote             | Écurie                    | Points |
| ---- | ------------------ | ------------------------- | ------ |
| 1    | Lewis Hamilton     | Mercedes                  | 223    |
| 2    | Valtteri Bottas    | Mercedes                  | 184    |
| 3    | Max Verstappen     | Red Bull-Honda            | 136    |
| 4    | Sebastian Vettel   | Ferrari                   | 123    |
| 5    | Charles Leclerc    | Ferrari                   | 120    |
| 6    | Pierre Gasly       | Red Bull-Honda            | 55     |
| 7    | Carlos Sainz Jr.   | McLaren-Renault           | 38     |
| 8    | Kimi Räikkönen     | Alfa Romeo-Ferrari        | 25     |
| 9    | Lando Norris       | McLaren-Renault           | 22     |
| 10   | Daniel Ricciardo   | Renault                   | 22     |
| 11   | Nico Hülkenberg    | Renault                   | 17     |
| 12   | Kevin Magnussen    | Haas-Ferrari              | 14     |
| 13   | Sergio Pérez       | Racing Point-BWT Mercedes | 13     |
| 14   | Daniil Kvyat       | Toro Rosso-Honda          | 12     |
| 15   | Alexander Albon    | Toro Rosso-Honda          | 7      |
| 16   | Lance Stroll       | Racing Point-BWT Mercedes | 6      |
| 17   | Romain Grosjean    | Haas-Ferrari              | 2      |
| 18   | Antonio Giovinazzi | Alfa Romeo-Ferrari        | 1      |

| Pos. | Écurie                    | Points |
| ---- | ------------------------- | ------ |
| 1    | Mercedes                  | 407    |
| 2    | Ferrari                   | 243    |
| 3    | Red Bull-Honda            | 191    |
| 4    | McLaren-Renault           | 60     |
| 5    | Renault                   | 39     |
| 6    | Alfa Romeo-Ferrari        | 26     |
| 7    | Racing Point-BWT Mercedes | 19     |
| 8    | Toro Rosso-Honda          | 19     |
| 9    | Haas-Ferrari              | 16     |

## Statistiques
Le Grand Prix de Grande-Bretagne 2019 représente :
- la 10e pole position de Valtteri Bottas, sa quatrième de la saison[12] ;
- la 80e victoire de Lewis Hamilton, sa sixième au Grand Prix de Grande-Bretagne[13] ;
- la 96e victoire de Mercedes Grand Prix en tant que constructeur[14] ;
- la 182e victoire de Mercedes en tant que motoriste[15] ;
- le 51e doublé de Mercedes Grand Prix[16].

Au cours de ce Grand Prix :
- Max Verstappen passe la barre des 800 points inscrits en Formule 1 (806 points inscrits)[17] ;
- Lewis Hamilton remporte pour la sixième fois son Grand Prix national (2008, 2014, 2015, 2016, 2017, 2019) ; il égale la performance d'Alain Prost, vainqueur du Grand Prix de France en 1981, 1983, 1988, 1989, 1990 et 1993[18],[19],[20] ;
- En changeant les pneus de Pierre Gasly en 1 seconde 91, les mécaniciens de Red Bull Racing établissent nouveau record. En 2013, Red Bull Racing avait fixé le précédent record de 1 seconde 92 lors d'un arrêt au stand de Mark Webber au Grand Prix des États-Unis ; Williams F1 Team avait égalé cette performance au Grand Prix automobile d'Europe 2016 lors d'un arrêt de Felipe Massa[21],[22] ;
- Charles Leclerc est élu « Pilote du jour » à l'issue d'un vote organisé sur le site officiel de la Formule 1[23] ;
- Vitantonio Liuzzi (80 départs en Grands Prix entre 2005 et 2011, 26 points inscrits) a été nommé conseiller par la FIA pour aider dans leurs jugements le groupe des commissaires de course[24] ;
- Justin Whiting, le fils de Charlie Whiting, est invité par la FIA à donner le départ du Grand Prix en hommage à son père, mort peu avant le début de saison[25].